# Colpo di fulmine (Paola & Chiara)
Colpo di fulmine è un singolo del duo musicale italiano Paola & Chiara, pubblicato nel 1998 come primo estratto dal secondo album in studio Giornata storica.

## Descrizione
Il brano, primo singolo estratto dal secondo album in studio del duo milanese, è stato scritto dalle stesse Paola & Chiara e prodotto da Massimo Luca. Per la canzone non è stato prodotto alcun video musicale.

## Tracce
CD promo
1. Colpo di fulmine – 2:35

CD singolo
1. Colpo di fulmine (B*tch Version) – 2:50
2. Colpo di fulmine (Beach Version) – 2:30